# ProA 2007/08
Die Saison 2007/08 ist die erste Spielzeit der deutschen Basketball-Spielklasse ProA. Die ProA ist die erste Staffel der hierarchisch strukturierten 2. Basketball-Bundesliga. Die Hauptrunde begann am 29. September 2007 und endete am 19. April 2008.

## Modus
An der Liga nahmen in dieser Spielzeit 16 Mannschaften teil. Die beiden bestplatzierten Teams erwarben das sportliche Teilnahmerecht an der Basketball-Bundesliga (BBL). Die beiden schlechtesten Teams stiegen in die untere Staffel ProB der zweiten Liga ab.

### Qualifikation
Da die Liga neu gegliedert wurde, gab es für die sportlichen Anwartschaftsrechte einen Qualifikationsmodus, der die drei vorangegangenen Spielzeiten der 2. BBL umfasste. Für die Abschlussplatzierungen wurden Punkte vergeben. Die Saison 2004/2005 zählte einfach, die Saison 2005/2006 doppelt und die Saison 2006/2007 vierfach.
Die qualifizierten Teams POM baskets Jena und BG 74 Göttingen waren in die Bundesliga aufgestiegen. Ihre Plätze wurden durch die Absteiger Karlsruhe und Nürnberg eingenommen.

### Anforderungen
Die teilnehmenden Teams mussten einen Mindestetat von 200.000 Euro nachweisen und eine Spielstätte mit einer Kapazität für 1.000 Zuschauern vorweisen.
Es konnten maximal 18 Spieler je Saison und Team eingesetzt werden. Davon mussten mindestens neun die deutsche Staatsangehörigkeit besitzen. Von den maximal zwölf je Spiel einsetzbaren Spielern mussten mindestens sechs Deutsche sein. Es gab Doppellizenzen für Spieler der Altersklasse U24 mit der BBL und für U22-Spieler aus den Regionalligen (und darunter). Diese Spieler zählen nicht zu den 18 maximal einsetzbaren Spielern, wohl aber zur nationalen Quote (sofern sie deutsch sind).

## Saisonnotizen
- Die Cuxhaven BasCats stellten zum Saisonende bis zum Stichtag 15. März 2008 keinen Lizenzantrag für die erste BBL, obwohl die sportliche Qualifikation bereits so gut wie sicher war. Die geforderten Mindestanforderungen der Bundesliga seien derzeit für den Verein unerfüllbar.
- Dagegen stellen die Bremen Roosters, deren Klassenerhalt zum Stichtag noch nicht einmal gesichert war, sehr wohl einen Lizenzantrag für die BBL.
- Der Deutsche Basketball Bund (DBB) klagte vor Saisonbeginn gegen die Neugliederung der 2. Bundesliga, da er die Regionalligen (deren Spielbetrieb der DBB organisiert) durch die hierarchische Staffelung herabgestuft sah.[1] Der Antrag auf eine einstweilige Verfügung wurde jedoch vom Landgericht Darmstadt zurückgewiesen.[2]
- Vor Saisonanfang, wurde ein Antrag gestellt die Pro A auf 18 Mannschaften zu erweitern, welcher jedoch abgelehnt wurde.[3]
- Die beiden Absteiger aus der Bundesliga waren: BG Karlsruhe und Dimplex Falke Nürnberg.

## Saisonbestmarken
| Kriterium       | Wert | Spieler                       |
| --------------- | ---- | ----------------------------- |
| Punkte          | 53   | Jean Francois (Cuxhaven)      |
| Rebounds        | 21   | Brandon Gary (Karlsruhe)      |
| Dreier          | 10   | Al Elliott (Bremen)           |
| Zweier          | 13   | Chris Oliver (Kaiserslautern) |
| Assists         | 13   | LyRyan Russel (Chemnitz)      |
| Ballgewinne     | 8    | Kelvin Parker (Rhöndorf)      |
| Geblockte Würfe | 6    | Chris Oliver (Kaiserslautern) |
| Effektivität    | 48   | Jean Francois (Cuxhaven)      |

## Tabelle
|  | = Aufstiegsplätze |
|  | = Abstiegsplätze  |

| #  | Team                          | Siege | Niederlagen | Punkte | Körbe     |
| -- | ----------------------------- | ----- | ----------- | ------ | --------- |
| 1  | VPV Giants Nördlingen         | 25    | 5           | 50:10  | 2472:2176 |
| 2  | Cuxhaven BasCats              | 25    | 5           | 50:10  | 2545:2139 |
| 3  | Kaiserslautern Braves         | 22    | 8           | 44:16  | 2605:2441 |
| 4  | SOBA Dragons Rhöndorf         | 21    | 9           | 42:18  | 2629:2492 |
| 5  | Mitteldeutscher BC Weißenfels | 20    | 10          | 40:20  | 2451:2361 |
| 6  | Phoenix Hagen                 | 17    | 13          | 34:26  | 2590:2472 |
| 7  | BG Karlsruhe                  | 17    | 13          | 34:26  | 2270:2233 |
| 8  | BBC Bayreuth                  | 14    | 16          | 28:32  | 2323:2232 |
| 9  | TV 1862 Langen                | 13    | 17          | 26:34  | 2307:2377 |
| 10 | Düsseldorf Magics             | 12    | 18          | 24:36  | 2330:2410 |
| 11 | Bremen Roosters               | 11    | 19          | 22:38  | 2096:2215 |
| 12 | LTi Lich                      | 11    | 19          | 22:38  | 2124:2230 |
| 13 | USC Heidelberg                | 10    | 20          | 20:40  | 2358:2495 |
| 14 | Schalke 04 Basketball         | 9     | 21          | 18:42  | 2374:2590 |
| 15 | BV Chemnitz 99                | 8     | 22          | 16:44  | 2127:2433 |
| 16 | Dimplex Falke Nürnberg        | 5     | 25          | 10:50  | 2083:2388 |

BG Karlsruhe und Dimplex Falke Nürnberg waren Absteiger aus der Basketball-Bundesliga.

## Durchschnittliche Zuschauerzahlen
| Stadt          | Besucher | Kapazität | Auslastung | Vorjahr | Entwicklung |
| -------------- | -------- | --------- | ---------- | ------- | ----------- |
| Bayreuth       | 1.473    | 4.000     | 36,82 %    | 1.103   | +33,6 %     |
| Bremen         | 677      | 3.000     | 22,56 %    | 740     | −8,5 %      |
| Chemnitz       | 1.521    | 2.600     | 58,50 %    | 1.955   | −22,2 %     |
| Cuxhaven       | 1.201    | 1.250     | 96,08 %    | 943     | +27,3 %     |
| Düsseldorf     | 640      | 3.600     | 17,77 %    | 892     | −28,3 %     |
| Hagen          | 1.639    | 1.690     | 96,98 %    | 1.555   | +5,4 %      |
| Heidelberg     | 664      | 1.800     | 36,88 %    | 690     | −3,7 %      |
| Kaiserslautern | 885      | 1.040     | 85,09 %    | 457     | +93,7 %     |
| Karlsruhe      | 1.262    | 4.750     | 26,56 %    | 2.665   | −52,6 %     |
| Langen         | 563      | 1.100     | 51,18 %    | 537     | +4,9 %      |
| Lich           | 647      | 1.450     | 44,56 %    | 713     | −9,3 %      |
| Nürnberg       | 597      | 1.800     | 33,18 %    | 1.703   | −64,9 %     |
| Nördlingen     | 1.797    | 2.300     | 78,16 %    | 1.450   | +23,9 %     |
| Rhöndorf       | 803      | 1.500     | 53,33 %    | 873     | −8,0 %      |
| Schalke        | 440      | 1.100     | 40,00 %    | 415     | +6,0 %      |
| Weißenfels     | 1.860    | 3.000     | 62,00 %    | 1.967   | −5,4 %      |
| Gesamt         | 1.042    | 2.248     | 52,06 %    | 806     | +29,3 %     |

Höchste Zuschauerzahl bei einem Spiel: 2.598 (Bremen)

## Führende der Mannschaftsstatistiken
Defensiv beste Mannschaft: Cuxhaven BasCats (71,3 Punkte pro Spiel)

Defensiv schlechteste Mannschaft: Schalke 04 Basketball (86,3 Punkte pro Spiel)
Offensiv beste Mannschaft: Phoenix Hagen (89,3 Punkte pro Spiel)

Offensiv schlechteste Mannschaft: Dimplex Falke Nürnberg (69,4 Punkte pro Spiel)

## Führende der Spielerstatistiken
| Kategorie                | Spieler           | Team           | Wert |
| ------------------------ | ----------------- | -------------- | ---- |
| Punkte pro Spiel         | Nick Stapleton    | Düsseldorf     | 20,8 |
| Rebounds pro Spiel       | David Berghoefer  | Düsseldorf     | 11,4 |
| Assists pro Spiel        | Whit Holcomb-Faye | Kaiserslautern | 5,8  |
| Steals pro Spiel         | Roderick Trice    | Cuxhaven       | 2,9  |
| Blocks pro Spiel         | Shawnson Johnson  | Düsseldorf     | 2,0  |
| Dreipunktewurf pro Spiel | Al Elliott        | Bremen         | 3,0  |

## Ehrungen 2007/08

### Spieler des Monats
- Oktober: Chris Oliver (SF, , Kaiserslautern Braves)
- November: Clifford Crawford (PG, , BG Karlsruhe)
- Dezember: Monta McGhee (PF, , Cuxhaven BasCats)
- Januar: Matt Witt (PG, , FC Schalke 04)
- Februar: Peter Huber-Saffer (C, , USC Heidelberg)
- März: Omari Westley (PF, , VPV Giants Nördlingen)

### Youngster des Monats
- Oktober: Dima Rastatter (SF, , VPV Giants Nördlingen)
- November: Per Günther (PG, , Phoenix Hagen)
- Dezember: Johannes Lischka (SF, , TV 1860 Lich)
- Januar: Tim Schwartz (SF, , Kaiserslautern Braves)
- Februar: Robin Benzing (SF, , TV Langen)
- März: Johannes Lischka (SF, , TV 1860 Lich)

### Awards 2008
- Spieler des Jahres: Roderick Trice (SG, , Cuxhaven BasCats)
- Youngster des Jahres: Per Günther (PG, , Phoenix Hagen)
- Trainer des Jahres: Andreas Wagner (, VPV Giants Nördlingen)